# وای‌آی‌اف‌وای
وای‌آی‌اف‌وای تورنت یا وای‌تی‌اس (به انگلیسی: YIFY Torrents or YTS) یک گروه انتشار همتا به همتا بود که به دلیل توزیع تعداد زیادی فیلم به عنوان بارگیری رایگان از طریق بیت‌تورنت معروف بود (نقض حق نسخه برداری را ببینید). انتشارات وای آی اف وای با کیفیت ویدئویی اچ دی سازگار در اندازه فایل کوچک مشخص شد، که بارگیری کنندگان زیادی را به خود جلب کرد.
وب سایت اصلی وای‌آی‌اف‌وای توسط انجمن فیلم آمریکا در سال ۲۰۱۵ بسته شد. با این حال، وب سایت‌های متعددی که از برند وای آی اف وای تقلید می‌کنند، هنوز ترافیک قابل توجهی دریافت می‌کنند.

## تاریخ
وای آی اف وای تورنت توسط یک دانشمند در سال ۲۰۱۰ تأسیس شد در حالی که او در رشته علوم کامپیوتر در دانشگاه وایکاتو تحصیل می‌کرد. Yiftach یک توسعه دهنده برنامه، توسعه دهنده وب و قهرمان تیراندازی با کمان از اوکلند، نیوزلند است. در اوت ۲۰۱۱، نام تجاری وای آی اف وای تورنت از ترافیک کافی برخوردار بود تا راه اندازی وب سایت رسمی وای آی اف وای تورنت را تأیید کند، اگرچه در نهایت توسط مقامات انگلستان مسدود شد. یک وب سایت پشتیبان yify-torrents.im راه اندازی شد تا کاربران از این ممنوعیت عبور کنند.
نام وای آی اف وای تورنت همچنان باعث ایجاد کشش شد تا جایی که در سال ۲۰۱۳ "وای آی اف وای تورنت" بیشترین عبارت جستجو شده در کیک‌اس تورنتز کیک‌اس تورنت‌ها بود، همراه با سایر اصطلاحات جستجوی مرتبط مانند "yify 720p " , "yify ۲۰۱۳" و "yify 1080p ". این محبوبیت تا سال ۲۰۱۵ حفظ شد، جایی که بار دیگر بیشترین جستجو در مقایسه سایتهای BitTorrent بود.
در ژانویه ۲۰۱۴، ییفاتچ اعلام کرد که از رمزگذاری و بارگذاری کناره‌گیری می‌کند و اشاره کرد که "زمان تغییر" در زندگی او فرا رسیده‌است. این وب سایت به YTS تغییر نام داد و به نام دامنه جدیدی در yts.re منتقل شد. "YTS" مخفف "وی آی اف وای راه حل‌های تورنت" است. مدیریت به تیم موجود کارکنان و کدگذاری به یک سیستم خودکار جدید با نام مستعار "OTTO" واگذار شد که رمزها و بارگذاری‌های بعدی را مدیریت می‌کرد. Yts.re صاحب یک شرکت مستقر در انگلستان بود، که رسماً در ۵ فوریه ۲۰۱۵ تأسیس شد، با ییفاتچ به عنوان «برنامه‌نویس» شرکت. این شرکت در فوریه ۲۰۱۶ رسماً منحل شد. این وب سایت در فوریه ۲۰۱۵ به عنوان بخشی از تعمیرات اساسی سایت برای مقابله با افزایش ترافیک، در فوریه ۲۰۱۵ در قسمت پیش فرض و پشت سر هم برنامه‌ریزی مجدد شد. نام دامنه در مارس ۲۰۱۵ در نتیجه فشار قانونی توسط ثبت FRNIC به حالت تعلیق درآمد و در نتیجه، وب سایت تا ۲۰ مارس ۲۰۱۵ به دامنه جدیدی yts.to منتقل شد.
در اکتبر ۲۰۱۵، وب سایت YIFY از کار افتاد، هیچ خبری از هیچ‌یک از کارکنان یا افرادی که با سایت مرتبط هستند، و هیچ نسخه جدید YIFY وجود ندارد. در ۳۰ اکتبر ۲۰۱۵ تأیید شد که YIFY/YTS برای همیشه تعطیل است. این سایت به دلیل شکایت انجمن فیلم‌های متحرک آمریکا (MPAA) بسته شد. آنها یک شکایت چند میلیون دلاری علیه اپراتور این وب سایت تشکیل دادند و او را متهم به «تسهیل و تشویق نقض گسترده کپی رایت» کردند. این خبر برای برخی شگفت‌آور بود، مانند سخنگوی انجمن صفحه نمایش نیوزلند که انتظار می‌رفت این سایت از اروپای شرقی کار می‌کرد، در مورد برخی وب سایت‌های دیگر. سویری با امضای یک توافقنامه عدم افشای اطلاعات، توانست یک ماه بعد از دادگاه خارج شود. ییفاتچ به هیچ وجه در برابر اقدامات قانونی مقاومت نکرد و در صورت نیاز با مقامات همکاری کرد. یفتاچ در Reddit AMA 2016 این جمله را توجیه کرد که او هرگز قصد «درگیری» نداشته و مکرراً به خود گفته‌است «وقتی کسی از شما می‌خواهد که به درستی توقف کنید، شما متوقف شوید».

## میراث

### کلون‌های غیررسمی
از زمان تعطیلی رسمی وای آی اف وای تورنت در سال ۲۰۱۵، بسیاری از وب سایت‌ها به‌طور غیررسمی از نام وای آی اف وای تورنت استفاده کردند. برخی از وب سایت‌ها ادعا می‌کردند که وای آی اف وای تورنت «جدید» هستند، در حالی که برخی دیگر به سادگی از این نام برای اهداف غیرمرتبط مانند سایتهای پخش کننده و مخازن دانلود زیرنویس، مانند «زیرنویس وای آی اف وای تورنت» استفاده می‌کردند.
یک تقلید کننده خاص، وای آی اف وای تورنت. ای جی، خیلی سریع پس از خاموش شدن وای آی اف وای تورنت واقعی ظاهر شد. وب سایت کلون توسط همان گروهی ایجاد شد که یک وب سایت EZTV جعلی EZTV ایجاد کردند. YTS AG همه بارگذاری‌های قدیمی YIFY را فهرست بندی کرد، در حالی که بارگذاری‌های خود را تحت مارک تجاری خود اضافه کرد. واکنش فوری به وب سایت‌های مقلد توسط چندین سایت فهرست تورنت وجود داشت. تورنت اضافی همه کلاهبرداران YIFY/YTS را ممنوع کردند، در حالی که Kickass Torrents به آنها اجازه داد با این شرط که با نام دیگری بارگذاری شوند. آنها در طول عمر خود چندین بار نام دامنه را تغییر داده‌اند.
در مه ۲۰۲۰، وکیل مبارزه با دزدی دریایی، کری کالپر، از چندین کلون وای آی اف وای تورنت یا وای تی اس به دلیل نقض علامت تجاری شکایت کرد. شرکت مستقر در هاوایی سرمایه‌گذاری ال ال سی چندین علامت تجاری مربوط به دزدی دریایی و تورنت فیلم (از جمله وای تی اس) را ثبت کرد و اپراتورهای yts.ws , yts.ms , yst.lt , yts.tl , ytsag.me , yts را هدف قرار داد. .ae , ytsmovies.cc و yts-ag.com برای استفاده از علامت تجاری (تازه ثبت شده) بدون مجوز. بعداً، در ماه ژوئن، اپراتور YTS. WS (مستقر در روسیه) موافقت کرد ۲۰۰٬۰۰۰ دلار خسارت در رابطه با دعوی علامت تجاری بپردازد.

### در فرهنگ عامه
در ماه ژوئیه سال ۲۰۱۶، نام وای آی اف وای تورنت ساخته شده برجسته در یک قسمت از فصل دوم از سری تلویزیون آقای ربات، که در آن شخصیت سرب الیوت با استفاده از دیده می‌شود یوتورنت را مشتری، و او پیچیده پوشه، پر از فیلم از گروه‌های آزادی مانند وای آی اف وای تورنت استفاده شده‌است. هنگامی که دمدمی مزاج با او تماس گرفت، ییفتاچ اظهار داشت که از ذکر «بدحجاب» قدردانی می‌کند.